# Tanuma Okitsugu

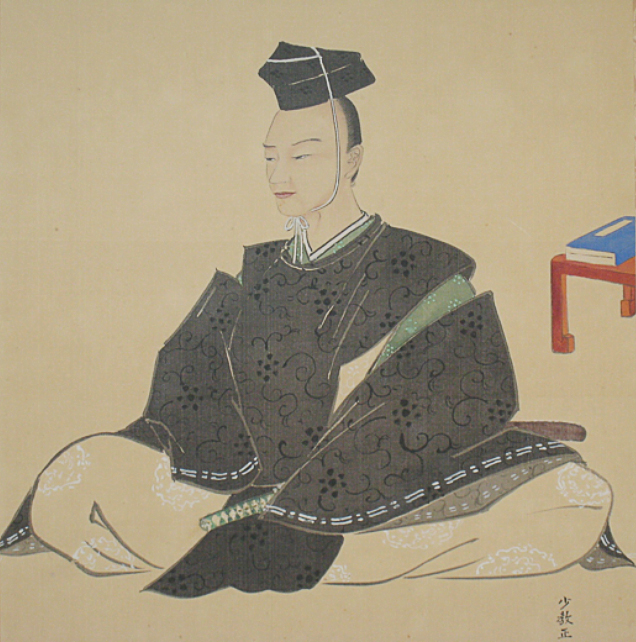
Tanuma Okitsugu

Tanuma Okitsugu (田沼意次, * 11. September 1719 in Edo; † 25. August 1788 ebenda) war ein Rōjū aus der Mitte der Edo-Zeit.

## Biografie
Tanuma Okitsugu wurde in Edo geboren. Tanuma und sein Sohn übten enorme Macht aus, besonders in den letzten 14 Jahren der Herrschaft des Shogun Ieharu. Er ist bekannt für die Wirtschaftsreformen der Tenmei-Ära und die grassierende Korruption. Er war auch ein Daimyō der Sagara-Domäne. Tanuma benutzte den Titel Tonomo-no-kami.
Die Hungersnot führte zu einem Anstieg in einer Reihe von Protesten und Bauernaufständen, die in Edo Unruhen von 1787 gipfelten. Traditionalistische Gegner der Reform interpretierten sie als die „Stimme des Himmels“, der die „Stimme des Volkes“ folgte. Mit der Ermordung seines Sohnes und dem Tod von Tokugawa Ieharu verlor Tanuma die Macht. Das Ergebnis war, dass die Reformen und die Lockerung der Beschränkungen von Sakoku blockiert wurden.